# Souzabone
Ne doit pas être confondu avec Sousaphone.
Le souzabone est un trombone  à quatre pistons, électrique contemporain , inventé par le tromboniste brésilien et musicien expérimental Raul de Souza (de son vrai nom João José Pereira de Souza) natif de Campo Grande à Rio de Janeiro.

## Caractéristiques

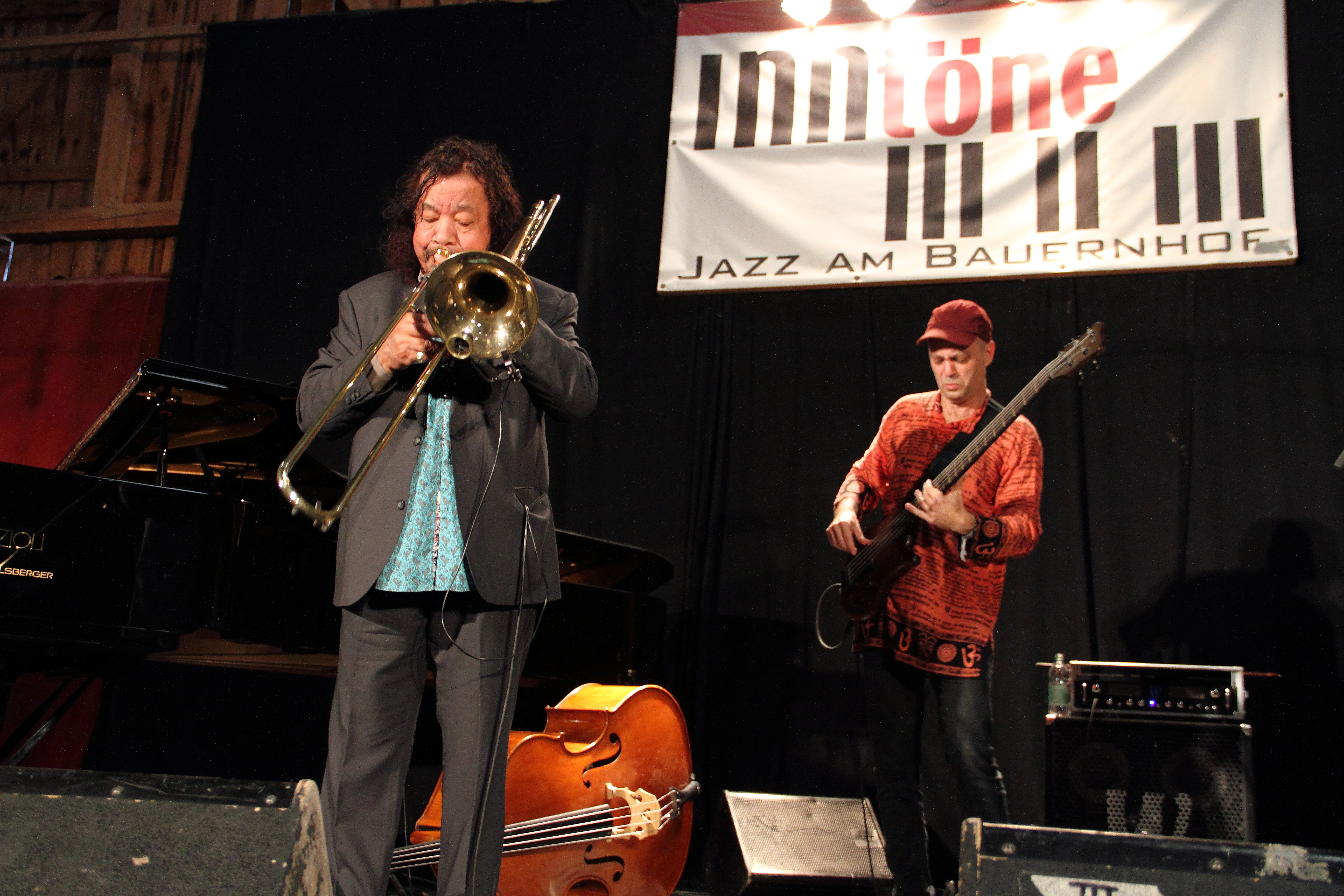
Raul de Souza et son groupe Next Generation en concert, au INNtöne Jazzfestival de 2018, à Froschau, Diersbach, Autriche, jouant ici du trombone ténor complet équipé d'un micro piézo-électrique et d'un micro. Le câble de l'instrument visible, en partie replié dans la poche du musicien est le cable d'alimentation du micro acoustique.(Photo prise le 20 mai 2018)

Le souzabone est un type de trombone  à piston original. Il possède quatre pistons chromatiques (au lieu des trois  traditionnels), deux déclencheurs de correction d’accord et la possibilité de changer de tessiture pour plus de notes de basses. Il est équipé également d'un micro piézo-électrique et des pédales qui permettent divers effets comme wahwah, delay, chorus et octave. Ce cuivre atypique se caractérise par un son très particulier tranchant avec les trombones acoustiques.

## Histoire

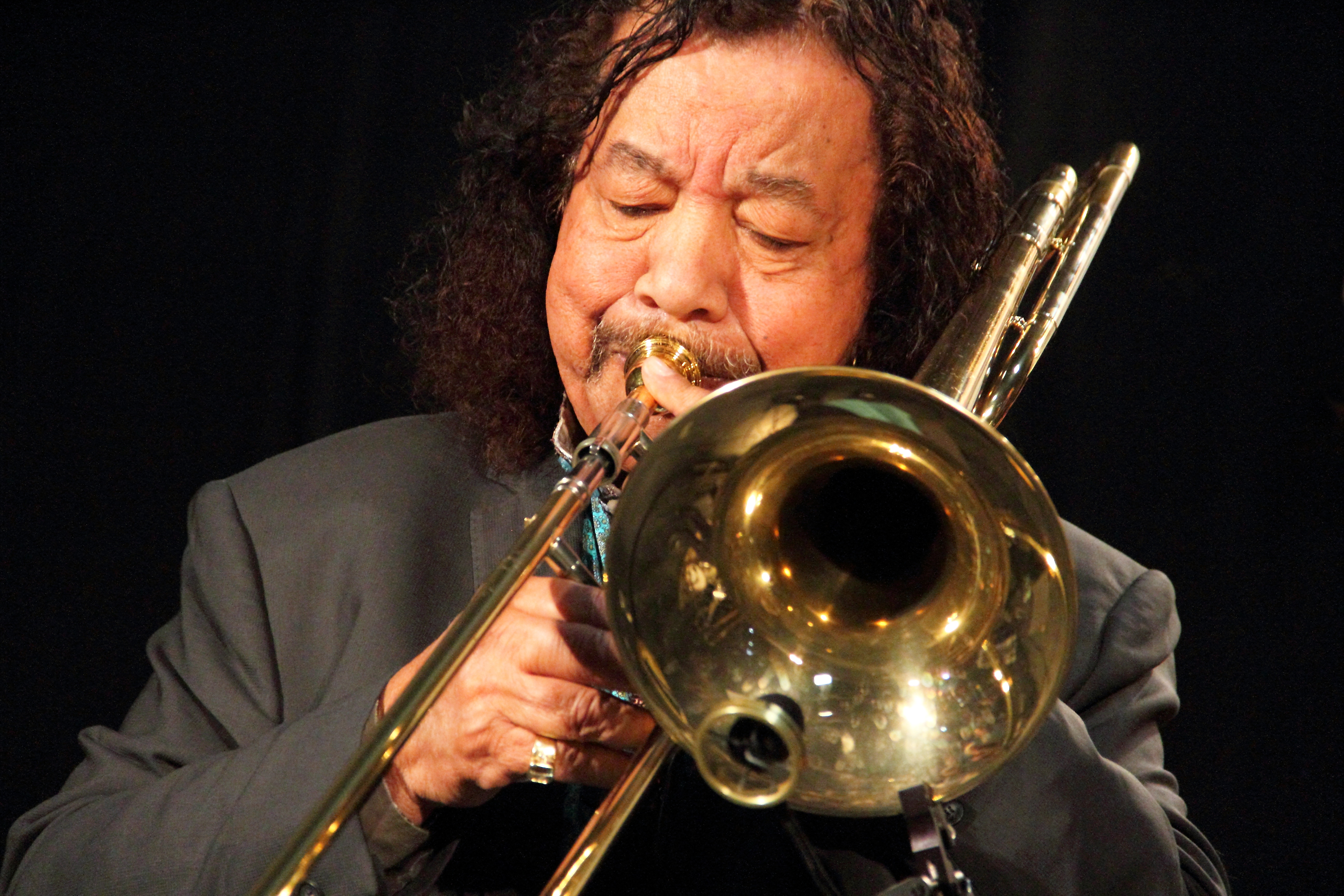
Raul de Souza

En 1975 à Los Angeles, Raul de Souza propose ce nouveau concept à l'artisan Dominique Calicio et lui demande de l'aider à construire cet instrument. 
On peut l'entendre notamment sur ses disques Sweet Lucy et Don't Ask My Neighbours.